# 多倫多上城區
多倫多上城區（英語：Uptown Toronto）是加拿大安大略省多倫多的一個區域，位於多倫多市中心以北。

## 歷史

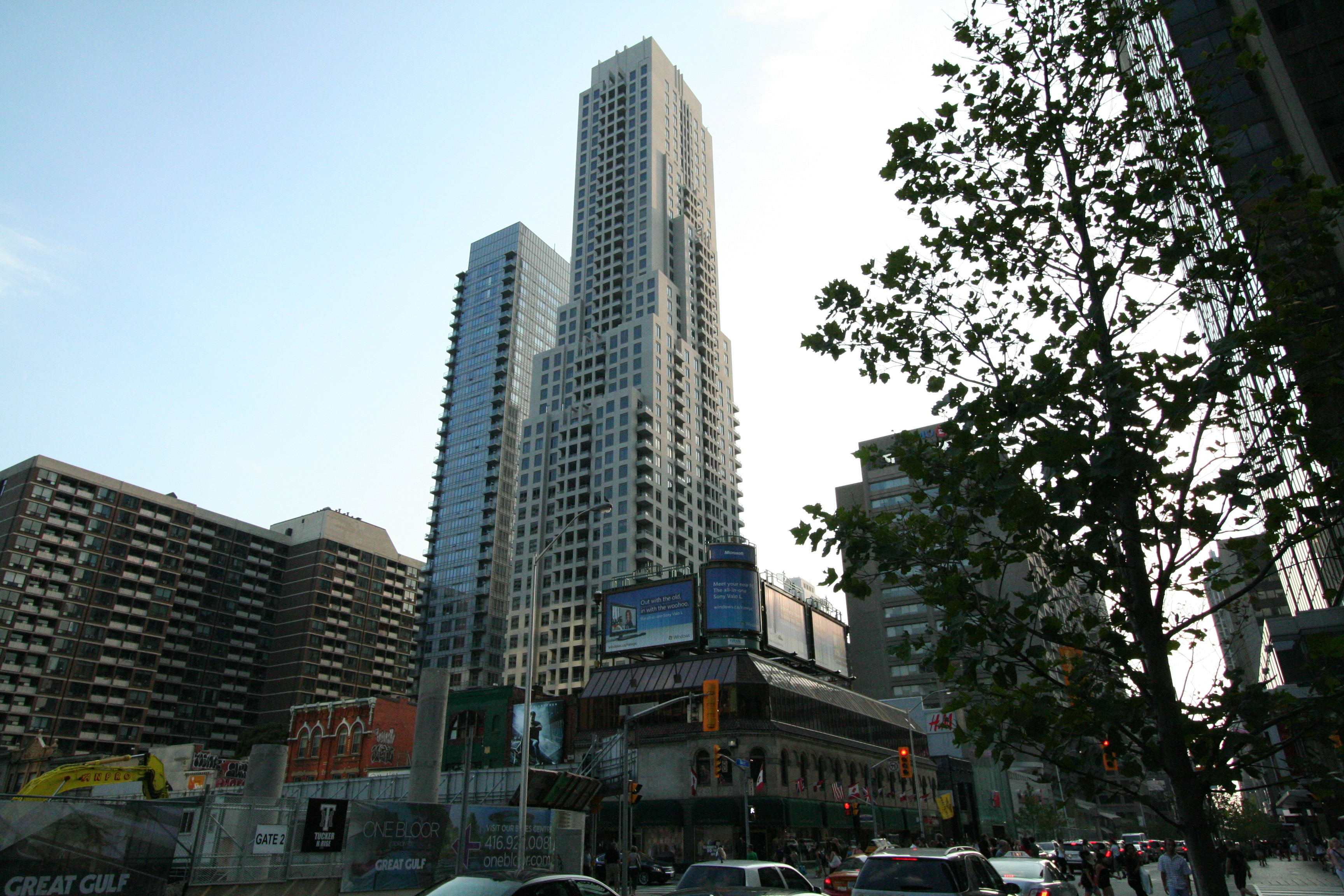
上城住宅（Uptown Residence）柏文大廈

傳統上，上城區（Uptown）是指多倫多市中心以北的區域，但隨著市中心及中城區城市化部分的擴大，該地區已沿央街向北縮小。
第一個被稱為「上城區」的區域是以多倫多大學周圍的布魯亞街（Bloor Street）為中心。在19世紀，該區域是城市的北部邊緣。當大學成立時，它仍然主要是鄉村。19世紀末和20世紀初在在該區域發展壯大的社區被稱為「上城區」。雖然這個名字正式上已不再使用，但它仍被保留在一些機構的名稱中，例如上城住宅（Uptown Residences），這是上城劇院（Uptown Theatre）遺址上的柏文大廈。
布魯亞街以北的大部分地區都被稱為上城區。今天，該地區通常指多倫多老城區的北部，由聖卡拉路（St. Clair Avenue）一直延伸至羅倫斯路（Lawrence Avenue）。多倫多市政府沒有上城區的界限做出正式定義，但上城區央街商業促進區（Uptown Yonge Business Improvement）由艾靈頓路（Eglinton Avenue）一直延伸至羅倫斯路（Lawrence Avenue）。如今，央街上高樓林立的北約克城市中心（North York City Centre），可能是對上城區的最好定義。然而，大多倫多地區內多倫多鄰近城鎮的一些社區，亦可以視作多倫多上城區的一部分。

## 外部連結
- 上城區央街商業促進區 （页面存档备份，存于）

43°43′35″N 79°24′10″W / 43.7264°N 79.4028°W